# 花邑薫
花邑 薫（はなむら かおる）は、日本の官能小説家。株式会社フランス書院が2014年に主催した第14回フランス書院文庫官能大賞において新人賞を受賞しデビュー。

## 人物
官能小説家としてのデビューは、2015年7月の『熟女の沼 未亡人義母と兄嫁と独身伯母』である。同作品は第14回フランス書院文庫官能大賞において新人賞に選定された『ワニの沼』が改稿されたものである。
受賞時の講評において、フランス書院文庫官能大賞に10年近くにわたって投稿を続けてきたことが明かされており、「何度、落選しても投稿をつづけ、今回ついに受賞に至ったことに編集部として敬意を表したい」とコメントされている。

## 著書
- 熟女の沼 未亡人義母と兄嫁と独身伯母（2015年7月、フランス書院）
- 未亡人四姉妹（2016年7月、フランス書院）